# Hans Christian Heg
Pour les articles homonymes, voir Heg.
Hans Christian Heg, né le 21 décembre 1829 à Lier et mort le 20 septembre 1863 à Chickamauga, est un soldat et homme politique norvégio-américain.

## Biographie
Né en Norvège, Hans Christian Heg est l'aîné des quatre enfants d'un aubergiste. Son père, Even Hansen Heg (1790-1850), déménage avec sa famille en Amérique en 1840, et s'installe dans la colonie de Muskego dans le Wisconsin.
À vingt ans, attirés par la découverte d'or dans la vallée de Sacramento, lui et trois amis rejoignent l'armée des « Quarante-Niners ». Il passe les deux années suivantes à rechercher de l'or en Californie. À la mort de son père, il retourne dans la région de Muskego en 1851. Il y épouse Gunhild Einong, la fille d'un immigrant norvégien.
Entré en politique, il devient membre du parti du sol libre et prône l'abolitionnisme. Il entre par la suite dans le Parti républicain récemment formé. Il est un activiste anti-esclavagiste et un chef des Wide Awakes du Wisconsin, une milice anti-esclavagiste du Parti républicain. Il abrite alors Sherman Booth, devenu fugitif fédéral après avoir incité une foule à sauver un esclave qui s'était échappé.
En 1859, Heg est élu commissaire de la prison d'État de Waupun où il sert pendant deux ans. Il dirige de nombreuses réformes de la prison, estimant que les prisons devraient être utilisées pour « amender l'errance et sauver les perdus ».
Au début de la guerre de Sécession, le gouverneur du Wisconsin Alexander Randall nomme Heg colonel dans le 15e régiment de volontaires du Wisconsin, un régiment aussi connu sous le nom de « régiment scandinave » pour l'origine de ses soldats. Il participe à la bataille de Perryville où il est blessé, puis la bataille de la Stones River. Il est nommé par William Starke Rosecrans responsable de la 3e brigade de la 1re division des XX Corps de l'Armée du Cumberland et participe à la bataille de Chickamauga où il trouve la mort.

## Hommages

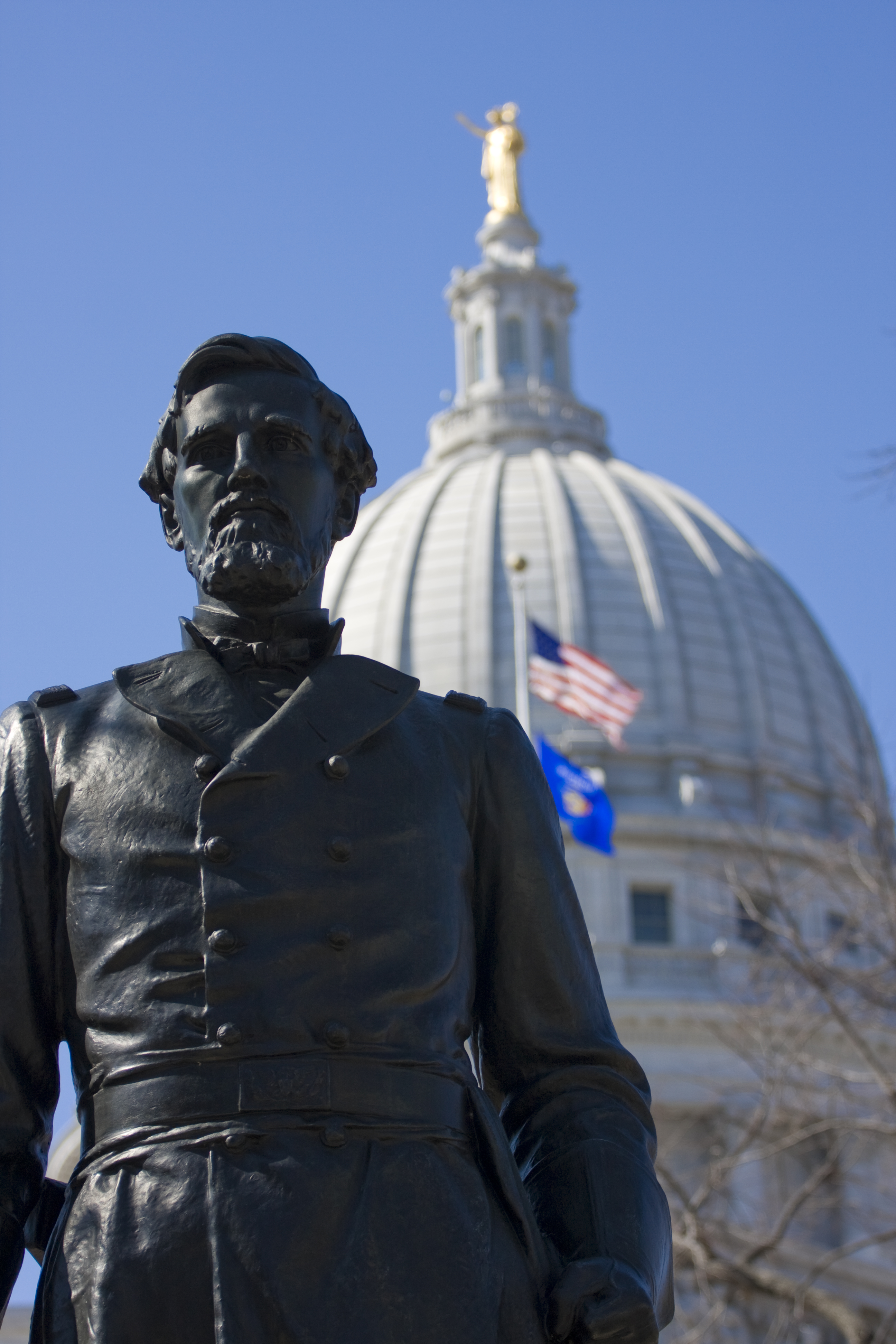
Statue de Hans Christian Heg devant le Capitole de l'État du Wisconsin à Madison.

Une statue en pied de Hans Christian Heg, réalisée par Paul Fjelde, est érigée en 1926 devant le Capitole de l'État du Wisconsin à Madison.  